# AV Triathlon
AV Triathlon is een Nederlandse atletiek-, triatlon- en wandelvereniging uit Amersfoort. De vereniging is opgericht op 24 december 1984, heeft ongeveer 1150 leden (peildatum oktober 2015) en is daarmee een van de grotere atletiekverenigingen van Nederland. De vereniging is aangesloten bij de Atletiekunie, de Nederlandse Triathlon Bond (NTB) en de Sticht Gooise Wandelsport Bond (SGWB).

## Doelstelling
De vereniging heeft ten doel het (doen) beoefenen van de atletiek in welke verschijningsvorm dan ook, waaronder begrepen de baanatletiek, het hardlopen, de wandelsport in al zijn verschijningsvormen, en van de triatlonsport en de onderdelen daarvan. De vereniging profileert zich als een breedtesportvereniging, waarbij ook landelijk op hoog niveau wordt gepresteerd, zowel door jeugdteams als door individuele jeugdatleten, hardlopers en triatleten. Het heeft een groot aanbod van trainingsmogelijkheden voor zowel jeugd als volwassenen en specifieke trainingen voor recreatieve sporters en wedstrijdsporters. 

## Locatie
AV Triathlon maakt voor zijn trainingen gebruik van de atletiekbaan aan de Schothorsterlaan, die eigendom is van de gemeente en wordt beheerd door de stichting SRO. Daarnaast beschikt de vereniging over een eigen clubhuis in het bosgebied Birkhoven met kleed- en douchegelegenheid.

## Wedstrijden
De vereniging was jarenlang betrokken bij de Trans Holland Triathlon.

## Bekende leden
- Kalid Amin (Ned. B-juniorkampioen 2000 m steeple 2014 + 3000 m indoor 2014)
- Veerle Bakker (4-voudig Ned. kampioene + 4e op EK U20 2015 3000 m steeple; 6-voudig Ned. kampioene U20 3000 m; 2-voudig Ned. kampioene U20 2000 m steeple; Ned. kampioene U18 veldlopen 2013)
- Paul Verkleij (Ned. kampioen duatlon 2004)
- Marius Wouters (5e op hoogspringen op NK 2015)